# Barjols
Barjols település Franciaországban, Var megyében. Lakosainak száma 2995 fő (2022. január 1.). Barjols Tavernes, Brue-Auriac, Châteauvert, Pontevès és Varages községekkel határos.

## Népesség
A település népességének változása:
| Lakosok száma | 3060 | 3051 | 3061 | 2979 | 2975 | 2990 | 3017 | 3006 | 2995 |
|               | 2013 | 2015 | 2016 | 2017 | 2018 | 2019 | 2020 | 2021 | 2022 |